# A Psalm for the Wild-Built
A Psalm for the Wild-Built é uma novela solarpunk de 2021 escrita pela autora americana Becky Chambers, publicada pela Tor Books em 13 de julho de 2021. É o primeiro livro da duologia Monk & Robot, seguido por A Prayer for the Crown-Shy, que foi lançado em 12 de julho de 2022. Ganhou o Prêmio Hugo em 2022.

## Background
Em 2018, para sua editora Tor.com Publishing, a Tor Books contratou a autora de ficção científica Becky Chambers para escrever uma série de novelas de dois livros no gênero solarpunk emergente. O romance de estreia de Chambers, The Long Way to a Small, Angry Planet (2014), e sua sequência, A Closed and Common Orbit (2016), na série Wayfarers, foram ambos indicados ao Prêmio Arthur C. Clarke, e ela continuaria escrevendo a série enquanto trabalhava nessas novas novelas solarpunk. Na época do lançamento da primeira novela em 2021, Chambers, de 36 anos, morando no norte da Califórnia, havia ganhado o Prêmio Hugo de Melhor Série pela série Wayfarers, cujo quarto romance, The Galaxy, and the Ground Within, havia sido publicado no início daquele ano.

## Sinopse
Em uma lua habitável chamada Panga, a IA e os robôs costumavam ter um papel central na sociedade urbanizada e industrializada. Entretanto, há várias centenas de anos, os robôs deixaram a sociedade humana e desapareceram na natureza. Sem seus trabalhadores de IA e robôs e fábricas automatizadas de alta tecnologia, os humanos mudam para um estilo de vida solarpunk sustentável, com fazendas e pequenas comunidades.
Dex, um monge não binário que serve chá e usa pronomes eles/elas, está viajando pelas áreas povoadas por humanos de sua lua, indo de uma comunidade para outra. O objetivo de Dex é conhecer moradores de vilarejos e cidades e criar uma mistura personalizada de chá para atender às necessidades e personalidades das pessoas. Além de ser um ato de serviço, Dex também usa o ato de servir chá como uma forma de "quebrar o gelo" para permitir que as pessoas confiem suas dúvidas e preocupações a ele.
Um dia, Dex, buscando uma mudança em sua rotina, viaja muito além das comunidades agrárias, em direção à natureza selvagem e instável. Eles ficam chocados ao encontrar um robô, já que os humanos não veem robôs há séculos, desde que eles partiram para a vida selvagem. O robô, chamado Splendid Speckled Mosscap, se junta a Dex em uma viagem pelas profundezas da natureza para encontrar um monastério abandonado. Dex e Mosscap estão procurando descobrir "O que as pessoas precisam?"

## Publicação
A novela foi publicada pela divisão Tom Doherty Associates da Macmillan Publishers e lançada em 13 de julho de 2021, como capa dura, e-book e audiolivro. Seu audiolivro de 4 horas de duração é narrado por Emmett Grosland.

## Temas principais
O cenário da história, Panga, é visto passando por uma renaturalização. A história também retrata humanos e robôs tendo independência uns dos outros, enquanto questões como superpopulação e uso excessivo de petróleo ocupando a paisagem são vistas em primeiro plano. Também são abordadas questões de terapia, satisfação e encontrar um propósito.

## Recepção
Os críticos elogiaram a novela como uma experiência agradável e "alegre", com Jacob Aron, do New Scientist, dizendo que ela deixou uma "sensação calorosa e aconchegante por dentro" após a leitura. A Publishers Weekly gostou da "nuance característica e do pensamento cuidadoso" oferecido por Chambers, abordando a maneira como A Psalm for the Wild-Built era uma "meditação aconchegante e saudável sobre a natureza da consciência e seu lugar no mundo natural". A escritora Amal El-Mohtar criticou "momentos... considerados chocantes em sua familiaridade, onde a coisa retratada está tão fundamentalmente em desacordo com a sociedade que Dex parece habitar que [parece] deslocalizador". Ela descobriu que ver questões como o uso da mídia social sendo colocadas contra "o mundo de generosidade e equidade de Dex" era chocante, mas elogiou o tom esperançoso e otimista da mesma forma.

## Prêmios
| Ano  | Prêmio                     | Categoria         | Resultado        | Ref |
| ---- | -------------------------- | ----------------- | ---------------- | --- |
| 2021 | Nebula Award               | Novella           | pré-selecionados |     |
| 2022 | Hugo Award                 | Novella           | Venceu           |     |
| 2022 | RUSA CODES Reading List    | Fantasy           | Venceu           |     |
| 2023 | Grand Prix de l'Imaginaire | Novella étrangère | pré-selecionados |     |